# NGC 2726
NGC 2726 (również PGC 25498 lub UGC 4750) – galaktyka spiralna (Sa), znajdująca się w gwiazdozbiorze Wielkiej Niedźwiedzicy. Odkrył ją William Herschel 19 marca 1790 roku.
W galaktyce tej zaobserwowano supernową SN 1995F.